# Chronologie des Lebens Jesu

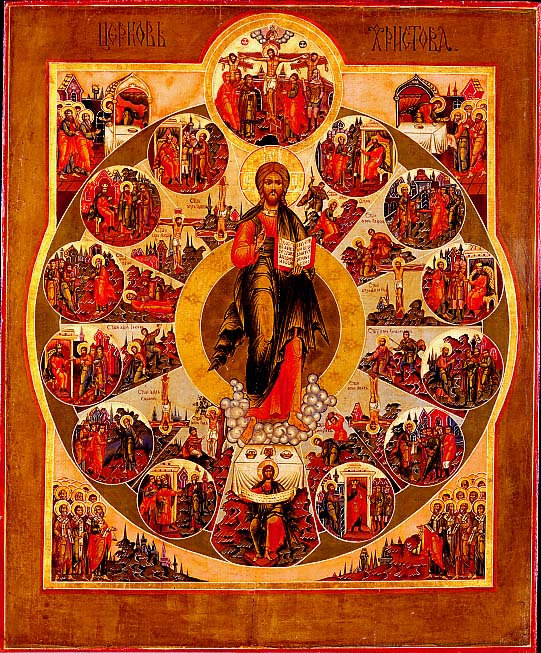
Das Leben Jesu in einer mittelalterlichen russischen Ikone

Eine Chronologie des Lebens Jesu zielt darauf ab, die Zeitskala für die historischen Ereignisse im Leben Jesu zu etablieren. Dazu haben verschiedene Forscher jüdische und griechisch-römische Dokumente und astronomische Kalender mit den neutestamentlichen Berichten korreliert, um die wichtigsten Ereignisse in Jesu Leben zu datieren.
Zwei wesentliche Methoden werden verwendet, um das Geburtsjahr Jesu abzuschätzen: eine basiert auf den Evangelienberichten über seine Geburt während der Herrschaft von König Herodes, und die andere Methode zählt die Jahre rückwärts von seinem angegebenen Alter von „ungefähr 30 Jahren“, als er zu predigen begann. Die meisten Forscher vermuten auf dieser Grundlage ein Geburtsdatum zwischen 6 und 4 v. Chr.
Drei Details werden herangezogen, um das Jahr zu bestimmen, in dem Jesus zu predigen begann: die Erwähnung seines Alters von „ungefähr 30 Jahren“ während des „fünfzehnten Jahres“ der Herrschaft von Kaiser Tiberius, eine andere Textstelle, die sich auf das Datum des Tempelbaus in Jerusalem bezieht und noch eine weitere über den Tod Johannes des Täufers. Demnach begann Jesus um 28–29 n. Chr. zu predigen und Anhänger zu sammeln. Gemäß den synoptischen Evangelien predigte Jesus mindestens ein Jahr und gemäß Johannes drei Jahre lang.
Fünf Ansätze werden verwendet, um das Datum der Kreuzigung Jesu zu bestimmen. Ein Ansatz verwendet nichtchristliche Quellen wie Josephus und Tacitus. Ein anderer zählt rückwärts von dem historisch datierten Gerichtsprozess des Apostels Paulus vor dem römischen Prokonsul Gallio 51/52 n. Chr. in Korinth, um das Datum der Bekehrung des Paulus zu schätzen. Beide Ansätze führen zu 36 n. Chr. als Obergrenze für die Kreuzigung. Daher stimmen Forscher allgemein überein, dass Jesus zwischen 30 und 36 n. Chr. gekreuzigt wurde. Isaac Newtons astronomische Methode berechnet diejenigen antiken Passahtermine (immer durch einen Vollmond definiert), denen unmittelbar ein Freitag vorausging gemäß allen vier Evangelien; demnach bleiben zwei mögliche Kreuzigungstermine übrig: Freitag, der 7. April 30 oder Freitag, der 3. April 33 n. Chr. In der Mondfinsternis-Methode wird die Aussage des Apostels Petrus, dass der Mond bei der Kreuzigung zu Blut wurde (Apg 2,14–22 ), auf die Mondfinsternis vom 3. April 33 n. Chr. bezogen; allerdings sind sich Astronomen uneins, ob die Mondfinsternis so weit westlich wie Jerusalem sichtbar war. Die neuere astronomische Forschung verwendet den Kontrast zwischen dem synoptischen Datum des letzten Passahmahls Jesu einerseits und dem Datum des späteren „jüdischen Passahs“ von Johannes andererseits, um zu berechnen, dass Jesu letztes Abendmahl am Mittwoch, den 1. April 33 und seine Kreuzigung am Freitag, 3. April 33 stattfanden.

## Kontext und Überblick

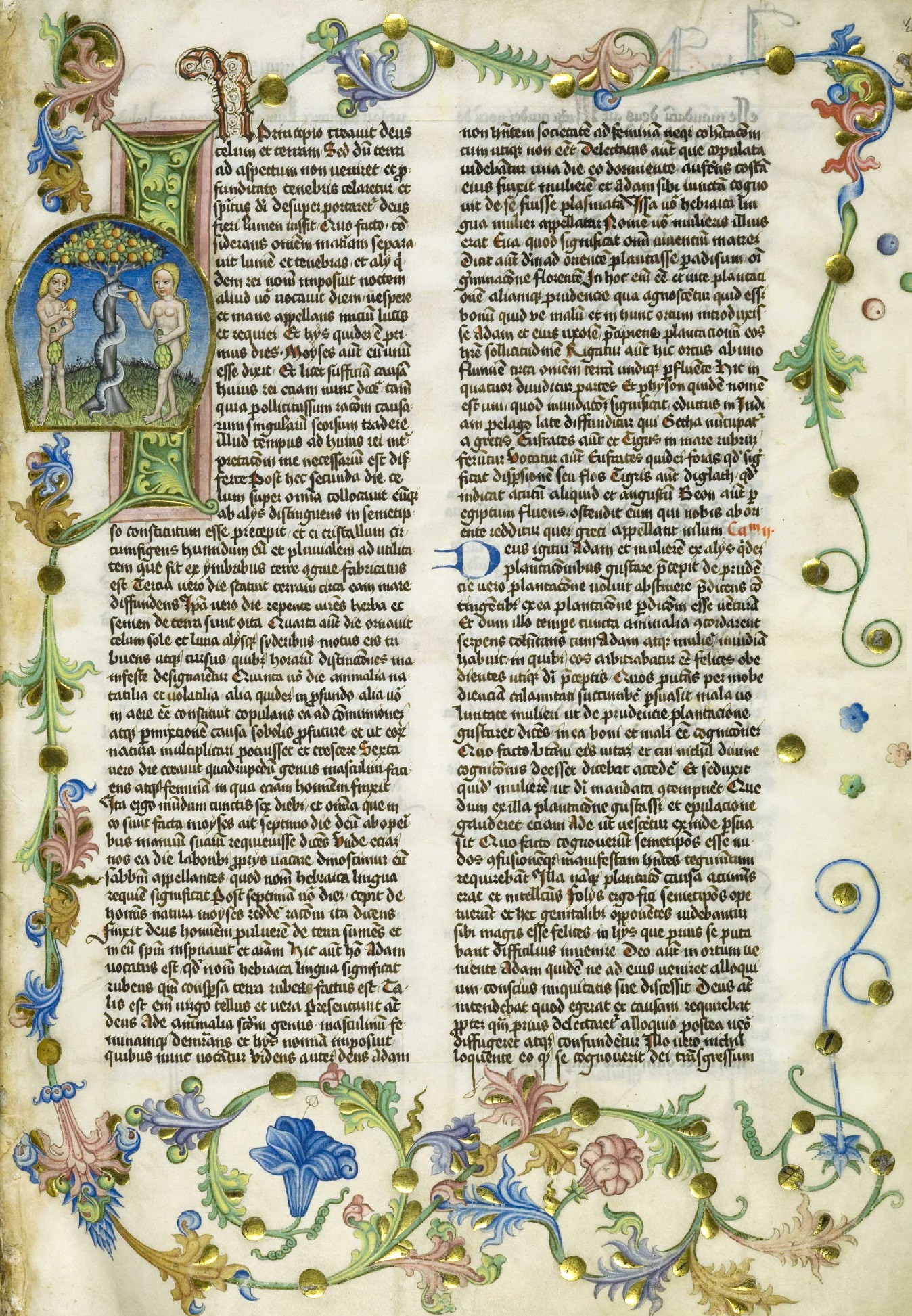
Jüdische Altertümer von Josephus, eine Quelle für die Chronologie des Lebens Jesu.

Die christlichen Evangelien erheben nicht den Anspruch, eine erschöpfende Liste der Ereignisse im Leben Jesu zu sein. Sie wurden nicht in erster Linie als historische Chroniken geschrieben, sondern vielmehr als theologische Dokumente im Kontext des frühen Christentums, und ihre Autoren zeigten wenig Interesse an einer absoluten Chronik Jesu oder an der Synchronisierung der Episoden seines Lebens mit der weltlichen Zeitgeschichte. Ein Hinweis darauf, dass die Evangelien eher theologische Dokumente als historische Chroniken sind, besteht darin, dass sie etwa ein Drittel ihres Textes nur sieben Tagen widmen, nämlich der letzten Woche des Lebens Jesu in Jerusalem, auch bekannt als Passion.
Da aber die Evangelien zumindest einige Details zu Ereignissen liefern, die eindeutig datiert werden können, kann man durch Vergleich mit anderen Quellen einige Zeitschätzungen bezüglich der wichtigsten Ereignisse in seinem Leben vornehmen. Eine Reihe von historischen nicht-christlichen Dokumenten, wie jüdische und griechisch-römische Quellen, werden in historischen Analysen der Chronologie Jesu verwendet. So gut wie alle moderne Historiker stimmen überein, dass Jesus existierte, betrachten seine Taufe und seine Kreuzigung als historische Ereignisse, und nehmen an, dass ein ungefährer zeitlicher Rahmen für jedes dieser Ereignisse bestimmt werden kann.
Anhand dieser Methoden nehmen die meisten Forscher ein Geburtsdatum zwischen 6 und 4 v. Chr. an, und ein Beginn des öffentlichen Auftretens Jesu um 28–29 n. Chr., das ein bis drei Jahre andauerte. Sie berechnen, dass der Tod Jesu zwischen 30 und 36 n. Chr. stattgefunden haben muss.

## Historisches Geburtsjahr Jesu
Das Geburtsdatum von Jesus von Nazareth ist weder in den Evangelien noch in einem weltlichen Text angegeben, aber die meisten Forscher nehmen ein Geburtsdatum zwischen 6 v. Chr. und 4 v. Chr. an. Zwei wesentliche Methoden werden verwendet, um das Jahr der Geburt Jesu zu schätzen: eine basiert auf den Evangelienberichten über seine Geburt während König Herodes’ Regierungszeit, eine andere Methode auf Rückwärtszählen von seinem angegebenen Alter von „etwa 30 Jahren“ (Lk 3,23 ) als er im „fünfzehnten Jahr der Herrschaft des Tiberius Caesar“ (Lk 3,1–2 ) zu predigen begann: Diese Methoden weisen auf ein Geburtsdatum vor Herodes’ Tod im Jahr 4 v. Chr., bzw. ein Geburtsdatum um 2 v. Chr.

### Datierung mittels biblischer Bezüge auf König Herodes
Die beiden Weihnachtsgeschichten in den neutestamentlichen Evangelien von Matthäus und Lukas unterscheiden sich erheblich. Daher gelten sie als unabhängig voneinander entstandene Texte. Einige übereinstimmende Angaben werden aber auf eine gemeinsame mündliche Überlieferung zurückgeführt:
- Jesus sei unter dem judäischen König Herodes dem Großen geboren worden (Mt 2,1 f. EU; Lk 1,5 EU gegen Lk 2,1 f. EU),
- in Betlehem (Mt 2,5 f. EU; Lk 2,4–15 EU),
- vor dem Umzug seiner Eltern nach Nazareth (Mt 2,22 f. EU) bzw. vor ihrer Rückkehr dorthin (Lk 2,39 EU).
- Jesu Eltern Maria und Josef seien miteinander verlobt gewesen (Mt 1,18–20 EU; Lk 1,27 EU; Lk 2,5 EU).
- Seine Geburt sei eine vom Heiligen Geist gewirkte Jungfrauengeburt gewesen.
- Engel hätten Jesu Geburt, seinen Namen, seine Messiaswürde, die ihm als Nachkommen des Königs David und als Sohn Gottes zukam, und seine Aufgabe angekündigt, sein Volk Israel von den Sünden zu retten (Mt 1,21 EU; Lk 1,77 EU; Lk 2,11–30 EU).

Demnach assoziieren sowohl Lukas als auch Matthäus unabhängig voneinander Jesu Geburt mit der Zeit von Herodes dem Großen. In Mt 2,1  heißt es: „Jesus wurde in Bethlehem in Judäa zur Zeit des Königs Herodes geboren“. Matthäus impliziert außerdem, dass Jesus zum Zeitpunkt des von ihm geschilderten Besuchs der Weisen aus dem Morgenland bis zu zwei Jahre alt gewesen sein mag, da Herodes die Ermordung aller Jungen bis zum Alter von zwei Jahren befahl, „gemäß der Zeit, die er von den Weisen erfahren hatte“ Mt 2,16  Die meisten Forscher sind sich einig, dass Herodes 4 v. Chr. starb, obwohl manche seinen Tod ins Jahr 1 v. Chr. datierten. Die Mehrheit der Forscher geht davon aus, dass Jesus zwischen 6 und 4 v. Chr. geboren wurde
Lk 1,5  erwähnt die Herrschaft des Herodes kurz vor der Geburt Jesu, lässt sie aber in die Zeit der Volkszählung von Quirinius fallen, die laut dem Historiker Flavius Josephus erst zehn Jahre später im Jahr 6 n. Chr. stattfand. Der jüdische Historiker Josephus impliziert in seinem Werk Jüdische Altertümer (ca. 93 n. Chr.), dass das Gouverneursamt von Cyrenius/Quirinius in Syrien 6 n. Chr. begann, und erwähnt eine Volkszählung zwischen 6 und 7 n. Chr. Die meisten Forscher nehmen an, dass Lukas ein Fehler unterlief, als er sich auf die Volkszählung bezog. Tertullian glaubte etwa zwei Jahrhunderte später, dass eine Reihe von Volkszählungen in der gesamten römischen Welt unter Saturninus gleichzeitig durchgeführt worden waren. Auch einige christliche Bibelgelehrte und Kommentatoren glauben, dass die beiden Berichte harmonisiert werden können, und argumentieren, dass der Text im Evangelium nach Lukas so verstanden werden kann, dass dieser sich auf eine andere Volkszählung bezieht, die bereits durchgeführt wurde, bevor Quirinius Gouverneur von Syrien war. Geza Vermes hat solche Ansätze als „exegetische Akrobatik“ abgetan.

### Subtraktion von Jesu Alter von „etwa dreißig Jahren“ als Prediger

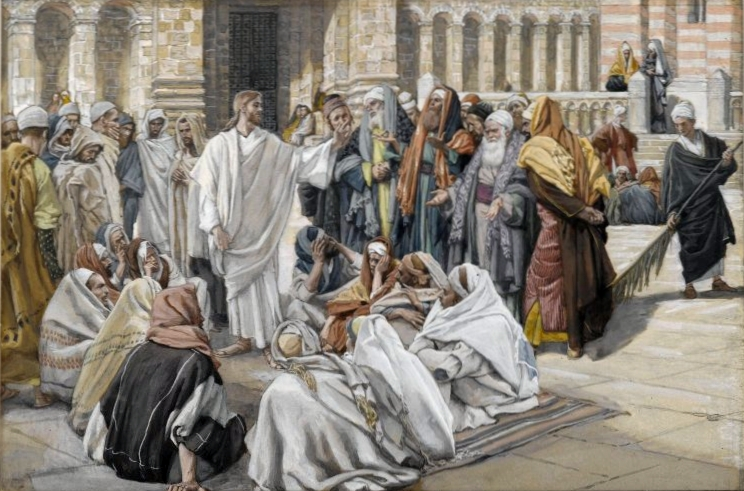
„Die Pharisäer befragen Jesus“, von James Tissot, ca. 1890

Eine andere Vorgehensweise zur Schätzung des Geburtsjahres rechnet zurück von dem Zeitpunkt, als Jesus zu predigen begann, basierend auf der Aussage in Lk 3,23 , dass er zu dieser Zeit „etwa dreißig Jahre alt“ war. Jesus fing an zu predigen, nachdem er von Johannes dem Täufer getauft worden war, und laut Lukasevangelium begann Johannes erst im „fünfzehnten Jahr der Herrschaft des Tiberius Caesar“ (Lk 3,1–2 ) zu taufen, was, wie Forscher schätzen, circa 28–29 n. Chr. war. Wenn man entsprechend zurückrechnet, wurde Jesus wahrscheinlich nicht später als 1 v. Chr. geboren. Falls jedoch der Ausdruck „etwa dreißig“ so interpretiert wird, dass er 32 Jahre alt war, könnte dies einem Geburtsdatum gerade noch innerhalb der Regierungszeit von Herodes, der 4 v. Chr. starb, entsprechen.
Dieses Datum wird unabhängig durch Johannes’ Verweis in Joh 2,20  bestätigt, dass der Tempel in seinem 46. Jahr der Errichtung war während des Passahfestes, als Jesus sein öffentliches Wirken begann. Flavius Josephus datiert den Beginn des Wiederaufbaus auf das 19/20 v. Chr. Demnach begann Jesu öffentliches Wirken etwa 27–29 n. Chr.

### Weitere Ansätze
Das Johannesevangelium erwähnt beiläufig eine Obergrenze von fünfzig Jahren für das Alter Jesu als Prediger: „Dann sagten die Juden zu ihm: Du bist nicht einmal fünfzig Jahre alt, und Du willst Abraham gesehen haben?“ (Joh 8,57 ). Fünfzig Jahre ist eine runde Zahl und betont die offensichtliche Diskrepanz zu Jesu Behauptung, er habe schon vor Abraham, also vor weit mehr als tausend Jahren, existiert.
Einige Kommentatoren haben versucht, das Geburtsdatum durch die Gleichsetzung des Sterns von Bethlehem mit einem bekannten astronomischen oder astrologischen Phänomen zu bestimmen, wie Johannes Kepler mit dem Bezug auf die sehr seltene größte Konjunktion im Jahr 7 vor Christus. Der Astronom Michael Molnar schlug zum Beispiel den 17. April 6 vor Christus als das wahrscheinliche Datum der Geburt Christi vor, da an diesem Datum gleichzeitig der heliakische Aufgang Jupiters stattfand, Jupiter durch den Mond okkultiert wurde, und Jupiter im Laufe seiner retrograden Bewegung stationär war; zudem spielte sich all dieses im Sternbild Widder ab. Laut Molnar hätte diese höchst ungewöhnliche Kombination von Ereignissen damaligen erfahrenen Astrologen gezeigt, dass eine königliche Persönlichkeit in Judäa geboren wurde (oder war).
Andere Forschungsergebnisse verweisen auf einen Bericht der Royal Astronomical Society aus dem Jahr 1991, in dem erwähnt wird, dass chinesische Astronomen im März 5 vor Christus siebzig Tage lang einen Kometen in der Steinbockregion beobachten konnten. Die Autoren Dugard und O’Reilly betrachten dieses Ereignis als den wahrscheinlichen Stern von Bethlehem. Es gibt jedoch viele mögliche Phänomene, und keines scheint genau mit dem Evangelium übereinzustimmen.
Was den Geburtsmonat Jesu betrifft, ist vorgeschlagen worden, dass er im Sommer oder Herbst gelegen habe. Dies beruht auf Überlegungen, wann die Hirten wahrscheinlich auf den Weiden waren, und wann Zacharias’ Priesterdienst in Bezug auf die Geburt Jesu stattgefunden habe. Somit käme man auf ein wahrscheinliches Datum zwischen Mitte September bis Anfang Oktober.

## Jahre als Prediger

### Amtszeit von Kaiser Tiberius und das Lukasevangelium

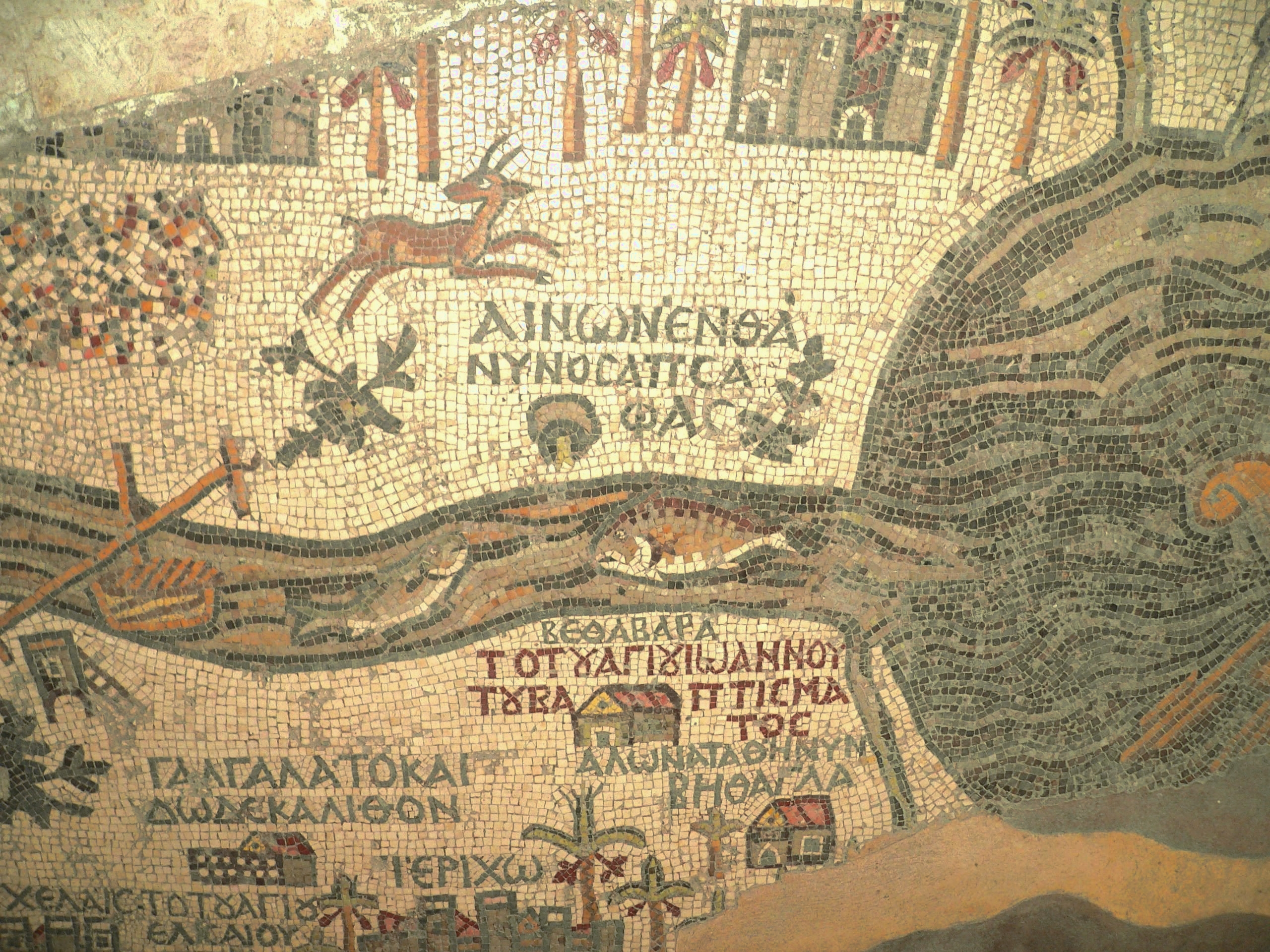
Bethabara (Βέθαβαρά) auf der Mosaikkarte von Madaba, wo das Dorf als Wirkungsort von Johannis dem Täufer gekennzeichnet wird

Eine Methode für die Bestimmung des Beginns von Jesu Wirken basiert auf den Versen Lk 3,1–2  über Johannes den Täufer, dessen Wirken dem von Jesus voranging:

Es war im fünfzehnten Jahr der Regierung des Kaisers Tiberius; Pontius Pilatus war Statthalter von Judäa, Herodes Tetrarch von Galiläa, sein Bruder Philippus Tetrarch von Ituräa und der Trachonitis, Lysanias Tetrarch von Abilene; Hohepriester waren Hannas und Kajaphas. Da erging in der Wüste das Wort Gottes an Johannes, den Sohn des Zacharias.

Die Herrschaft von Kaiser Tiberius begann mit dem Tod seines Vorgängers Kaiser Augustus im September 14 n. Chr., was bedeutet, dass das Wirken Johannes des Täufers spät im Jahre 28 oder früh im Jahre 29 n. Chr. begann. Riesners Alternativvorschlag ist, dass Johannes der Täufer sein Wirken 26 oder 27 n. Chr. begann, weil Tiberius zusammen mit Augustus zwei Jahre regierte, bevor er alleiniger Herrscher wurde. In dieser Sichtweise würde das 15. Jahr der Regierungszeit des Tiberius ab dem Jahre 12. n. Chr. gezählt werden. Riesners Vorschlag wird jedoch als weniger wahrscheinlich angesehen, da alle einschlägige römische Historiker, nämlich Tacitus, Suetonius und Cassius Dio, die die Jahre der Herrschaft des Tiberius berechnen, vom Jahr 14 an zählen – dem Todesjahr des Augustus. Zudem belegen Münzen, dass die offizielle Regierungszeit Tiberius’ im Jahr 14 n. Chr. begann. Für Riesners Vorschlag würde wiederum sprechen, dass zu Beginn des Wirkens Jesu der Jerusalemer Tempel nach Joh 2,20 46 Jahre im Bau war und nach Lk 3,23 Jesus 30 Jahre alt war. Wenn man die Zahl 30 hier genau nimmt, ergeben sich die Jahre 26/27 n. Chr. für den Beginn des öffentlichen Auftretens Jesu. Siehe dazu Chronologie des Lebens Jesu#Subtraktion von Jesu Alter von „etwa dreißig Jahren“ als Prediger.
Das Neue Testament stellt Johannes den Täufer als Vorläufer Jesu und die Taufe Jesu als Beginn des öffentlichen Wirkens Jesu dar. Denn in seiner Predigt in der Apg 10,37–38 , die im Hause des Hauptmanns Cornelius vorgetragen wurde, bezieht sich der Apostel Petrus darauf, was „in ganz Judäa geschah, angefangen in Galiläa nach der Taufe, die Johannes gepredigt hatte“ und dass Jesus dann umherzog und „Gutes tat“. Auf den Taufbericht von Jesus folgt direkt sein 40-Tage-Fasten und seine Versuchungen.

### Der Tempel zu Jerusalem und das Johannesevangelium

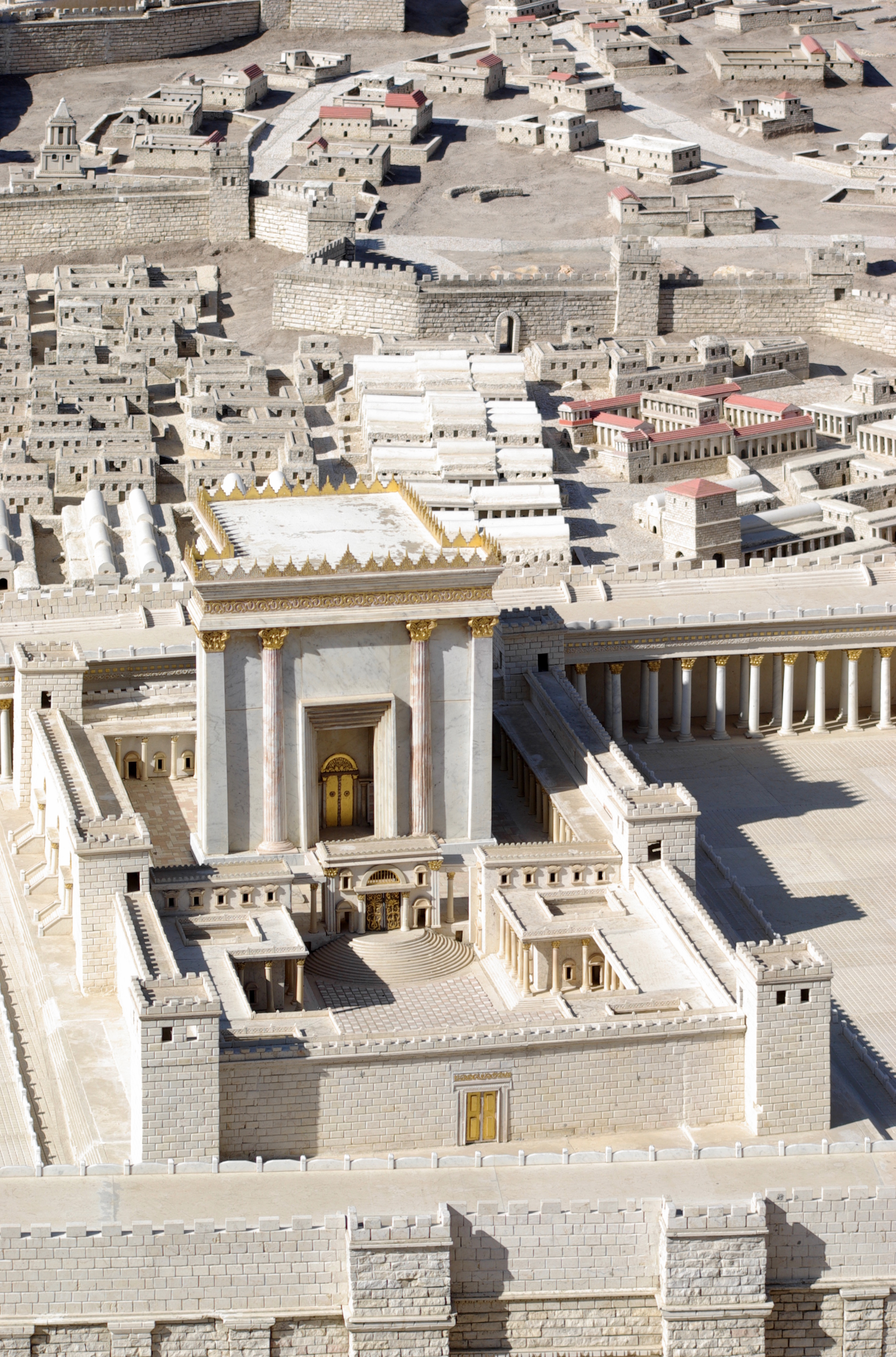
Herodianischer Tempel im Holyland-Modell der Stadt Jerusalem.

Eine andere Methode, die unabhängig von den synoptischen Evangelien ist, bestimmt den Beginn des öffentlichen Wirkens Jesu anhand des Berichtes im Johannesevangelium über den Besuch Jesu im Herodianischen Tempel in Jerusalem, dessen Baugeschichte bekannt ist.
Joh 2,13  berichtet, dass Jesus am Anfang seines Wirkens als Prediger den Tempel in Jerusalem betrat, und in Joh 2,20  wird Jesus entgegnet: „Dieser Tempel ist seit sechsundvierzig Jahren im Bau, und Du wirst ihn in drei Tagen wieder errichten?“.
Der Herodianische Tempel in Jerusalem war ein umfangreiches und langfristiges Projekt auf dem Tempelberg und war selbst zur Zeit seiner Zerstörung durch die Römer im Jahre 70 n. Chr. nicht vollendet. Nachdem Herodes ganze Städte wie Caesarea Maritima hatte erbauen lassen, betrachtete er den Bau des Tempels als ein wichtiges, kolossales Monument. Die Einweihung des ursprünglichen Tempels (manchmal als Innerer Tempel bezeichnet) folgte einer 17- oder 18-monatigen Bauphase, kurz nach dem Besuch von Augustus in Syrien. Josephus (ant. Iud. 15.11.1) schreibt, dass der Wiederaufbau des Tempels von Herodes in dessen 18. Regierungsjahr begonnen wurde. Aber es ist nicht ganz eindeutig, wie Josephus Kalenderdaten berechnete und welches seine Bezugspunkte waren, welches Ereignis den Beginn von Herodes Regierungszeit markierte, und ob das Datum des Baubeginns sich auf den Inneren Tempel oder auf die nachfolgende Konstruktion beziehen sollte. Daher kommen verschiedene Forscher zu etwas unterschiedlichen Zeitpunkten für den Beginn des Tempelbaues, wodurch sie sich in ihren Zeitschätzungen Jesu Tempelbesuchs um einige Jahre unterscheiden. In Bezug auf die zitierte 46-jährige Bauzeit ist die beste wissenschaftliche Schätzung für den Beginn des Wirkens Jesu in etwa das Jahr 29 n. Chr.

### Josephus’ Bericht über Johannes den Täufer

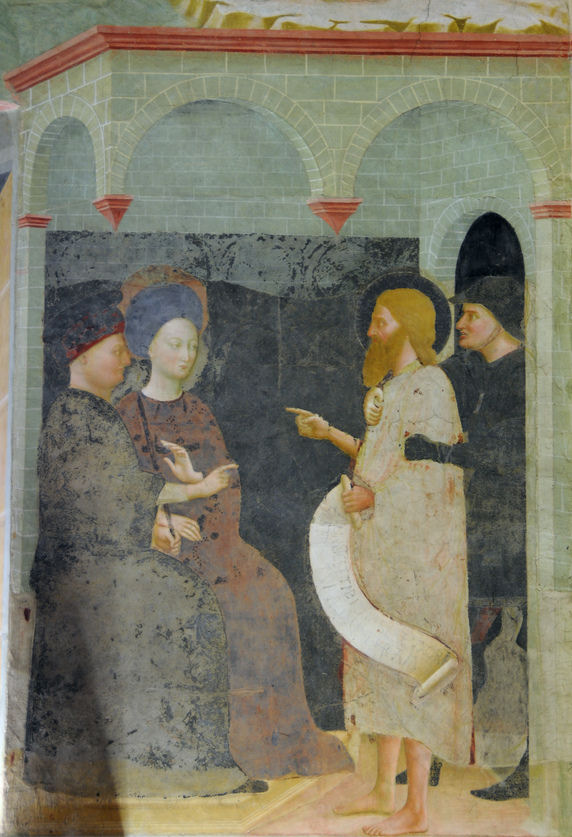
Der Täufer ermahnt Herodes. Fresko von Masolino, 1435

Sowohl die Evangelien als auch das Werk Jüdische Altertümer des im 1. Jahrhundert lebenden Historikers Flavius Josephus erwähnen Herodes Antipas, der Johannes den Täufer hinrichten ließ, und die Ehe zwischen Herodes und Herodias. Dadurch ergeben sich zwei wichtige Verbindungen zwischen Josephus und den biblischen Episoden. Josephus erwähnt die Inhaftierung und Hinrichtung von Johannes dem Täufer durch Herodes Antipas und dass Herodias ihren Ehemann verließ, um Herodes Antipas zu heiraten, unter Missachtung des jüdischen Gesetzes.
Josephus und die Evangelien unterscheiden sich jedoch in den Details und Motiven, z. B. ob die Hinrichtung eine Folge der Heirat von Herodes Antipas und Herodias war (wie in Mt 14,4 , Mk 6,18  angegeben), oder eine Präventivmaßnahme von Herodes, die möglicherweise vor der Hochzeit stattfand, um einen möglichen Aufstand, motiviert durch die Äußerungen von Johannes, zu verhindern, wie Josephus (Ant. Iud. 18.5.2) vorschlägt.
Das genaue Jahr der Hochzeit von Herodes Antipas und Herodias ist Gegenstand von Diskussionen unter Forschern. Während einige Forscher das Jahr der Heirat in den Zeitraum 27–31 n. Chr. einordnen, ziehen andere ein Datum bis 35 n. Chr. in Betracht, obwohl solch ein spätes Datum viel weniger Unterstützung findet. In seiner Analyse des Lebens Herodes’ schätzt Harold Hoehner, dass die Gefangennahme von Johannes dem Täufer wahrscheinlich um das Jahr 30–31 stattfand. Die International Standard Bible Encyclopedia schätzt, dass der Täufer etwa zwischen 31 und 32 n. Chr. hingerichtet wurde.
Josephus schreibt (Ant 18.5.2), dass die Niederlage von Herodes Antipas im Jahre 36 n. Chr. in den Auseinandersetzungen mit König Aretas IV. von Nabataea von den Juden der damaligen Zeit als Unglück betrachtet wurde, das durch die ungerechte Hinrichtung  Johannes’ des Täufers verursacht wurde. Weil diese vor Herodes’ Niederlage gegen Aretas stattfand und auch wissenschaftlichen Schätzungen für das ungefähre Datum der Hochzeit von Herodes und Herodias eine entsprechende zeitliche Eingrenzung erlauben, fällt also der letzte Abschnitt des Wirkens von Johannes dem Täufer, und damit ein Abschnitt des Wirkens Jesu, in die Zeit zwischen 28 und 35 n. Chr., wobei die Datierung auf das Jahr 35 unter Forschern die geringste Unterstützung findet.

## Datum der Kreuzigung

### Präfektur von Pontius Pilatus
Alle vier Evangelien geben an, dass Jesus während der Präfektur von Pontius Pilatus, dem römischen Statthalter der Provinz Judäa, gekreuzigt wurde.
Auch in den Jüdischen Altertümern (um 93 n. Chr.) schreibt Josephus (Ant. Iud. 18.3), dass Jesus auf Befehl des Pilatus gekreuzigt wurde. Die meisten Forscher sind sich einig, dass diese Textpassage einige spätere christliche Interpolationen erfuhr, aber dass sie nichtsdestoweniger auch ursprünglich die Hinrichtung von Jesus unter Pilatus erwähnte.
Darüber hinaus beschreibt der römische Historiker Tacitus in seinen Annalen (ca. 116 n. Chr.) die Christenverfolgung durch Nero und erwähnt (Annalen 15.44), dass Jesus auf Befehl von Pilatus hingerichtet worden war, und zwar während der Regierungszeit des Tiberius (der vom 18. September 14 bis zum 16. März 37 n. Chr. römischer Kaiser gewesen war).
Laut Flavius Josephus war Pontius Pilatus ab 26 n. Chr. Statthalter von Judäa, bis er von Marcellus abgelöst wurde, entweder 36 oder 37 n. Chr., womit der Tod Jesu zwischen 26 und 37 n. Chr. liegen muss.

### Herrschaft von Herodes Antipas
Laut dem Lukasevangelium (Lk 23,7–15 ) erkennt Pilatus während des Verhörs, dass Jesus ein Galiläer ist und somit unter der Gerichtsbarkeit des Herodes Antipas steht. Da Herodes sich zu diesem Zeitpunkt in Jerusalem aufhält, beschließt Pilatus, ihn über Jesus Gericht halten zu lassen und ihm diesen zu überstellen.
Diese Episode ist nicht in den drei anderen kanonischen Evangelien enthalten. Während einige Forscher deshalb ihre die Authentizität in Frage gestellt haben, konstatiert die International Standard Bible Encyclopedia, dass sie nahtlos ins Narrativ des Evangeliums passt.
Herodes Antipas, ein Sohn Herodes’ des Großen, wurde vor 20 v. Chr. geboren und im Sommer 39 n. Chr. nach einer langen Intrige mit Caligula und Herodes Agrippa I., dem Enkel seines Vaters, nach Gallien ins Exil geschickt. Die Episode legt also nahe, dass Jesus vor 39 n. Chr. gekreuzigt wurde.

### Bekehrung des Paulus

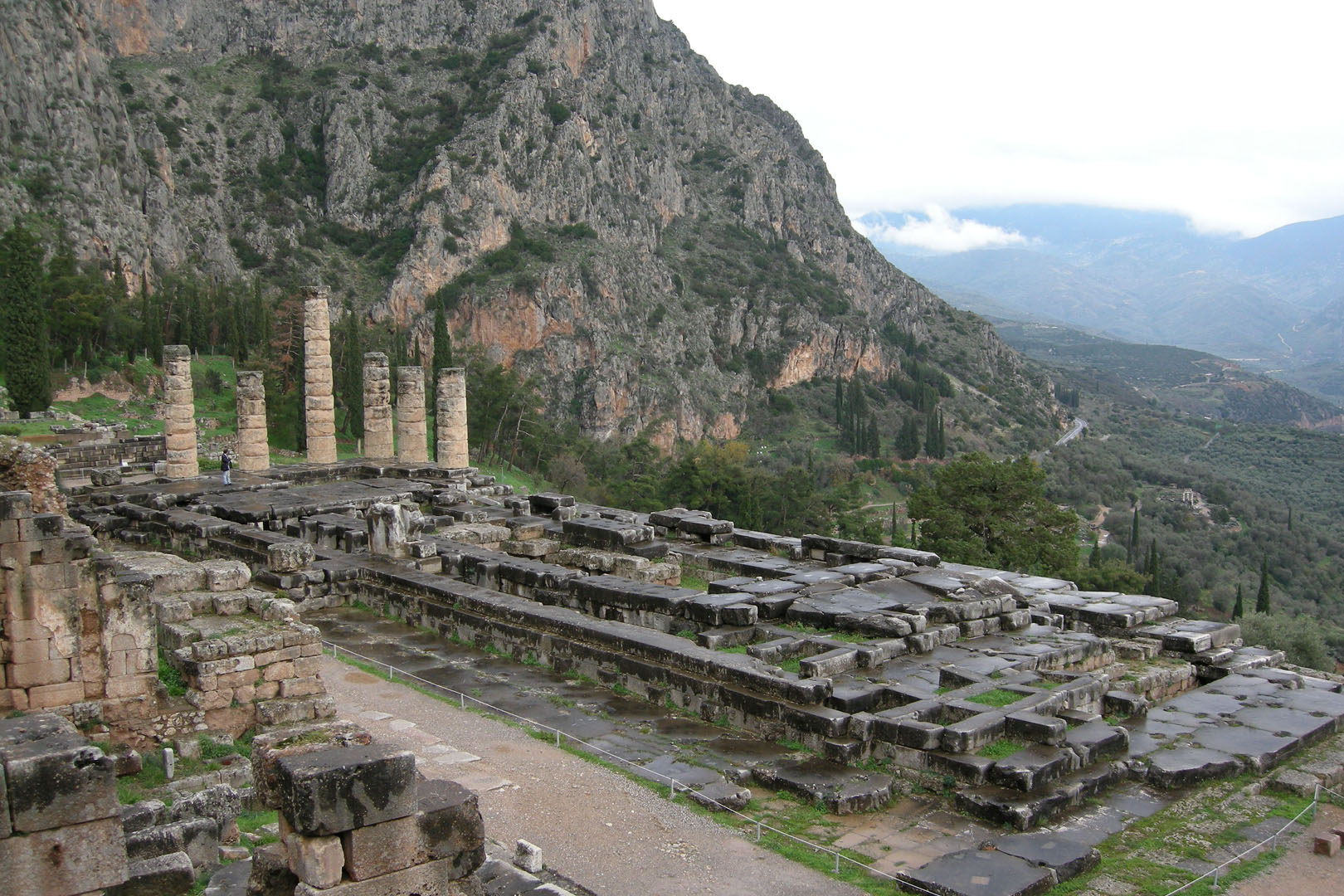
Der Tempel des Apollon in Delphi, Griechenland, wo die Delphi-Inschrift Anfang des 20. Jhd. entdeckt wurde.

Ein weiterer Ansatz, um eine Obergrenze für das Jahr des Todes Jesu zu bestimmen, ist die Datierung der Bekehrung des Apostels Paulus, die laut Neuem Testament einige Zeit nach dem Tod Jesu erfolgte. Die Bekehrung des Paulus wird sowohl in den Briefen des Paulus als auch in der Apostelgeschichte des Lukas diskutiert: Im ersten Paulusbrief an die Korinther (1 Kor 15,3–8 ) erwähnt Paulus seine Bekehrung, und die Apostelgeschichte enthält drei verschiedene Textpassagen zu seiner Bekehrung, nämlich in den Kapiteln 9, 22 und 26.
Die Datierung der Bekehrung des Paulus erfolgt durch Rückrechnung vom Zeitpunkt seines Prozesses in Korinth vor dem römischen Prokonsul Junius Gallio der Provinz Achaea in Griechenland (Apg 18,12–17 ) um 51–52 n. Chr. Dieses präzise Datum geht hervor aus der Entdeckung und Veröffentlichung einer Inschrift in Delphi am Golf von Korinth im Jahre 1905. Die Inschrift konserviert den Text eines Briefes von Kaiser Claudius über Gallio und trägt das Datum der „26. Akklamation des Claudius“, also der Zeitraum zwischen Januar 51 und August 52 n. Chr.
Auf dieser Grundlage schätzen die meisten Historiker, dass Gallio (Bruder von Seneca dem Jüngeren) zwischen Frühling 51 n. Chr. und Sommer 52 n. Chr. Prokonsul geworden war und dass seine Amtszeit spätestens 53 n. Chr. endete. Der Prozess gegen Paulus wird meist an den Anfang von Gallios Amtszeit verortet, aufgrund eines beiläufigen Hinweises in der Apostelgeschichte (Apg 18,2 ), dass Paulus in Korinth das Ehepaar Priszilla und Aquila antraf, das „vor kurzem“ aufgrund eines antisemitischen Erlasses von Kaiser Claudius aus Rom vertrieben worden war; dieser Erlass wird auf um 49–50 n. Chr. datiert.
Laut dem Neuen Testament verbrachte Paulus achtzehn Monate in Korinth, ungefähr siebzehn Jahre nach seiner Bekehrung. Im Brief an die Galater (Gal 2,1–10 ) steht, dass Paulus 14 Jahre nach seiner Bekehrung nach Jerusalem zurückkehrte, und in der Apostelgeschichte erscheinen verschiedene Missionsreisen (zeitweise mit Barnabas) wie die in Apg 11,25–26  und 2 Kor 11,23–33 . Die allgemein anerkannte wissenschaftliche Schätzung für das Datum der Bekehrung von Paulus ist demnach ein Zeitpunkt in der Spanne 33–36 n. Chr., welcher die Obergrenze für den Tod Jesu darstellt.

### Astronomische Analysen

#### Newtons Methode

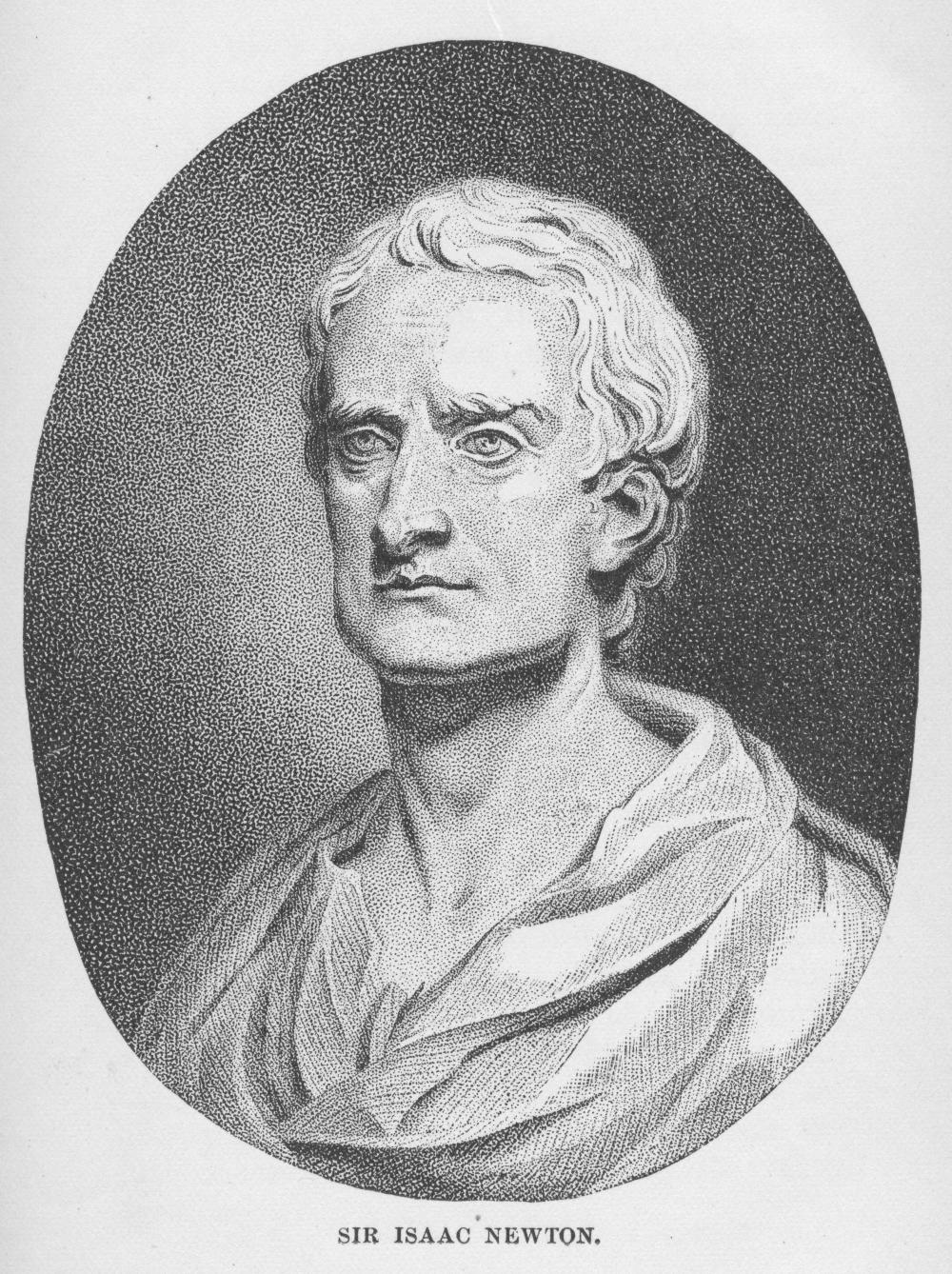
Isaac Newton

Alle vier Evangelien stimmen überein, mit einer Genauigkeit von etwa einem Tag, dass die Kreuzigung zur Zeit des Passahfestes stattfand, und alle vier Evangelien stimmen darin überein, dass Jesus wenige Stunden vor Beginn des jüdischen Sabbats gestorben ist, d. h. er starb vor Sonnenuntergang an einem Freitag (Mt 27,62 , Mt 28,1 , Mk 15,42 , Lk 23,54 , Joh 19,31,42 ). Im offiziellen Festkalender von Judäa, wie er von den Priestern des Tempels verwendet wurde, wurde die Passahzeit präzise festgelegt. Das Schlachten der Lämmer zum Passahfest fand am 14. Tag des jüdischen Monats Nisan (März/April in unserem Kalender) zwischen drei und fünf Uhr nachmittags statt. Das Passahmahl begann mit dem Mondaufgang (notwendigerweise ein Vollmond) an diesem Abend, d. h. am Anfang des 15. Nisan (der jüdische Tag läuft von Abend zu Abend) (Lev 23,5 ; Num 28,16 ). Es gibt eine offensichtliche Diskrepanz von einem Tag in den Evangeliumsberichten über die Kreuzigung, über die viel diskutiert worden ist. Im Johannesevangelium wird berichtet, dass der Tag der Gerichtsverhandlung und der Hinrichtung Jesu der Tag vor dem Passahfest war (Joh 18,28  und Joh 19,14 ). Daher legt Johannes die Kreuzigung auf den 14. Nisan.
Ebenso impliziert der Apostel Paulus, in seinem ersten Korintherbrief, dass Jesus an einem 14. Nisan starb („als Passahlamm geopfert“, 1 Kor 5,7 ), und als „Erstlingsfrucht“, also am jüdischen Fest der Erstlingsfrucht, dem 16. Nisan, wiederauferstand (1 Kor 15,20 ). Die korrekte Interpretation der drei Synoptiker ist weniger klar. So glauben einige Forscher, dass alle vier Evangelien die Kreuzigung auf Freitag, den 14. Nisan legen, andere glauben, dass gemäß den Synoptikern die Kreuzigung am Freitag, dem 15. Nisan stattfand. Das astronomische Problem, das dann zu lösen ist, besteht darin, festzustellen, in welchen   der Regierungsjahre von Pontius Pilatus (26–36 n. Chr.) der 14. und 15. Nisan auf einen Freitag fiel.
In seiner 1733 (postum) veröffentlichten Studie betrachtete Isaac Newton nur die Zeitspanne 31–36 n. Chr. und berechnete, dass die Freitagsbedingung nur am Freitag, dem 3. April 33, und am Freitag, dem 23. April 34 n. Chr., erfüllt ist. Letzteres Datum kann nur dann auf einen Freitag fallen, wenn ein außerordentlicher Schaltmonat im Jahre 34 eingeführt worden wäre; nichtsdestoweniger befürwortete Newton letzteres Datum (der 23. April ist der Festtag des heiligen Georg, des Schutzpatrons Englands). Im 20. Jahrhundert wurde die Standardansicht diejenige von J. K. Fotheringham, der 1910 den 3. April 33 n. Chr. aufgrund einer zeitgleichen Mondfinsternis vorschlug. In den 1990ern erhielten Bradley E. Schaefer und J. P. Pratt mit einer ähnlichen Methode dasselbe Datum. Auch laut Humphreys und Waddington lässt der jüdische Mondkalender nur zwei plausible Daten während der Amtszeit von Pontius Pilatus für Jesu Tod zu, und beide waren ein 14. Nisan, wie im Johannesevangelium angegeben: Freitag, den 7. April 30 und Freitag, den 3. April 33.
Die Schwierigkeit hierbei ist, dass der jüdische Kalender nicht auf astronomischer Berechnung, sondern auf Beobachtung basierte. Es ist möglich, die Mondphase an einem bestimmten Tag vor zweitausend Jahren zu berechnen, aber nicht, ob der Mond durch Wolken oder Nebel verhangen war. Unter Einschluss der Möglichkeit eines bewölkten Himmels, der den Mond verdeckt hätte, und unter Berücksichtigung der Tatsache, dass die jüdischen Behörden wussten, dass Mondmonate nur 29 oder 30 Tage lang sein können (die Zeit von einem Neumond zum nächsten beträgt 29,53 Tage), dann könnte die Freitagsbedingung während der Amtszeit von Pontius Pilatus auch am 11. April 27 erfüllt sein. Ein weiteres mögliches Datum ergibt sich, wenn die jüdischen Behörden zufällig einen unregelmäßigen Mond-Schaltmonat hinzugefügt hätten, um eine meteorologisch verzögerte Erntesaison auszugleichen: dieses Szenario ergibt eine weitere Möglichkeit während der Amtszeit von Pilatus, und zwar ist es das von Newton bevorzugte Datum des 23. April 34. Colin Humphreys berechnet zwar diese beiden zusätzlichen Möglichkeiten, lehnt sie aber beide ab, da das Jahr 27 viel zu früh sei, um mit Lk 3,1–2  kompatibel zu sein, und da das Frühjahr 34 wahrscheinlich zu spät sei, um mit Paulus’ Chronologie vereinbar zu sein. Es bleiben also auch hier als plausible Kreuzigungstermine nur Freitag, den 7. April 30 und Freitag, den 3. April 33.

#### Mondfinsternismethode

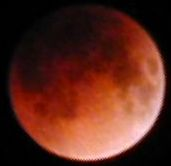
Mondfinsternis, 4. Mai 2004. Rotfärbung durch Streuung des Sonnenlichts beim Passieren der Erdatmosphäre.

Eine Mondfinsternis wird möglicherweise in der Apg 2,14–21  angedeutet („Die Sonne wird in Finsternis verwandelt werden, und der Mond in Blut, bevor der Tag des Herrn kommt“), laut dem Physiker Colin Humphreys und dem Astronomen Graeme Waddington. Tatsächlich gab es am 3. April 33 eine Mondfinsternis, also an einem Datum, das mit einem von Newtons astronomisch möglichen Kreuzigungsterminen übereinstimmt (siehe oben). Humphreys und Waddington haben berechnet, dass im antiken Jerusalem diese Mondfinsternis bei Mondaufgang um 18.20 Uhr als eine 20-prozentige partielle Mondfinsternis (ein Vollmond mit einem möglicherweise roten „Biss“, der oben links von der Mondscheibe fehlt) sichtbar war. Sie schlagen vor, dass ein großer Teil der jüdischen Bevölkerung diese Mondfinsternis gesehen hätte, da praktizierende Juden zunächst westwärts den Sonnenuntergang abwarteten und unmittelbar darauf ostwärts blickten, um den Aufgang des erwarteten Vollmonds zu beobachten, als vorgeschriebenes Signal für den Beginn ihres häuslichen Passahmahls. Humphreys und Waddington schlagen daher ein Szenario vor, in dem Jesus gekreuzigt wurde und am 3. April 33 um 15 Uhr starb, gefolgt von einer roten partiellen Mondfinsternis bei Mondaufgang um 18.20 Uhr, die von der jüdischen Bevölkerung beobachtet wurde, und dass Petrus dieses Ereignis in Erinnerung ruft, als er vor seinem jüdischen Publikum die Auferstehung predigte (Apg 2,14–21 ). Der Astronom Bradley Schaefer stimmt dem Datum der Finsternis zu, bestreitet jedoch, dass der verfinsterte Mond zu der Zeit, als der Mond in Jerusalem aufging, sichtbar gewesen wäre.
Eine potentiell verwandte Angelegenheit ist der Hinweis in den synoptischen Evangelien auf eine dreistündige Dunkelheit über das ganze Land am Tag der Kreuzigung (Lk 23,45 : τοῦ ἡλίοἐ ἐκλιπόντος – die Sonne wurde dunkel). Während einige Forscher dieses als literarisches Mittel ansehen, wie bei antiken Schriftstellern üblich, und nicht als Beschreibung eines tatsächlichen Ereignisses, haben andere Autoren versucht, ein meteorologisches Ereignis oder ein datierbares astronomisches Phänomen zu identifizieren. Sicher ist nur, dass Lukas keine Sonnenfinsternis beschreibt, da eine solche nicht während des Vollmondes am Passah hätte stattfinden können, und außerdem dauern Sonnenfinsternisse Minuten und nicht Stunden. Im Jahre 1983 stellten die Astronomen Humphreys und Waddington fest, dass der Verweis auf eine Sonnenfinsternis in einigen Versionen von Lukas fehle, und argumentierten, dass die Sonnenfinsternis eine spätere fehlerhafte Schreibkorrektur der Mondfinsternis vom 3. April 33 gewesen sei. Dies ist eine Behauptung, die der Historiker David Henige als „ungerechtfertigt“ und „nicht zu rechtfertigen“ bezeichnet. Humphreys und eine Reihe von Forschern haben alternativ dafür argumentiert, dass die Verdunklung der Sonne durch einen Chamsin verursacht wurde, d. h. einen Sandsturm, der zwischen Mitte März und Mai im Nahen Osten auftreten kann und der typischerweise mehrere Stunden anhält.

#### Methode des Doppelten Passah
Alle Evangelien stimmen darin überein, dass Jesus ein letztes Abendmahl mit seinen Jüngern abhielt, bevor er an einem Freitag unmittelbar um die Zeit des Passahfestes starb (Passah fand jährlich am 15. Nisan statt, wobei das Fest mit dem Sonnenuntergang beginnt), und dass sein Leib den ganzen folgenden Tag, also am Sabbat im Grab verharrte (Mk 15,42 , Mk 16,1–2 ). Während jedoch die drei synoptischen Evangelien das letzte Abendmahl als Passahmahl darstellen (Mt 26,17 , Mk 14,1–2 , Lk 22,1–15 ), bezeichnet das Johannesevangelium das letzte Abendmahl nicht ausdrücklich als Passahmahl und platziert zudem den Beginn des Passahfestes einige Stunden nach dem Tode Jesu. Johannes impliziert daher, dass der Karfreitag (bis Sonnenuntergang) der Vorbereitungstag für das Passahfest gewesen sei (also der 14. Nisan), nicht das Passahfest selbst (15. Nisan). Eine weitere Besonderheit ist, dass Johannes das Passahfest mehrfach als „jüdisches“ Passahfest bezeichnet. Astronomische Berechnungen der antiken Passahtermine, angefangen mit der Methode Isaac Newtons aus dem Jahre 1733, bestätigen den zeitlichen Ablauf des Johannes. Historisch gesehen gab es daher mehrere Versuche, die drei synoptischen Schilderungen mit Johannes in Einklang zu bringen, einige davon trug Francis Mershman 1912 zusammen. Der Kommentar zum Neuen Testament aus Talmud und Midrasch erklärte es mit Streitigkeiten zwischen Sadduzäern (Boëthosäer) und Pharisäern. Die kirchliche Tradition des Gründonnerstags nimmt an, dass das letzte Abendmahl am Abend vor der Kreuzigung stattfand und somit identisch mit dem jüdischen Sederabend ist (immer am 14. Nissan, wobei der Tag und das Mahl bereits mit dem Sonnenuntergang beginnen), bei dem ebenfalls Brot und Wein im Mittelpunkt stehen.
Ein neuer Ansatz, den (scheinbaren) Widerspruch aufzulösen, wurde in den 1950er-Jahren im Zuge der Qumranausgrabungen von Annie Jaubert vorgetragen. Sie argumentierte, dass es zwei Passahfeste gegeben habe: einerseits nach dem offiziellen jüdischen Mondkalender, wonach im Kreuzigungsjahr Jesu das Passahfest auf einem Freitag fiel; andererseits gab es auch einen Sonnenkalender in Palästina, der zum Beispiel von der Essenersekte der Qumrangemeinde genutzt wurde, wonach das Passahfest stets an einem Dienstag stattfand. Laut Jaubert hätte Jesus das Passahfest am Dienstag gefeiert und die jüdischen Behörden drei Tage später, am Freitagabend. Humphreys führte jedoch 2011 aus, Jauberts These könne so nicht stimmen, denn das Qumraner Passahfest (gemäß dem Sonnenkalender) sei grundsätzlich nach dem offiziellen jüdischen Passahfest gefeiert worden. Trotzdem befürwortete er Jauberts Ansatz, die Möglichkeit einer Feier des Passahfestes an verschiedenen Tagen in Betracht zu ziehen. Humphreys entdeckte einen weiteren Kalender, und zwar einen Mondkalender nach ägyptischer Berechnungsart, der damals zumindest von einigen Essenern in Qumran und den Zeloten unter den Juden genutzt wurde und sogar heute noch von den Samaritanern genutzt wird. Humphreys berechnet daraus, dass das letzte Abendmahl am Mittwochabend des 1. April 33 stattgefunden habe. Humphreys impliziert, Jesus und die anderen erwähnten Gemeinden seien dem jüdisch-ägyptischen Mondkalender gefolgt, im Gegensatz zum offiziellen jüdisch-babylonischen Mondkalender.
Beim jüdisch-ägyptischen Kalender handelt es sich mutmaßlich um den ursprünglichen, laut Exodus wohl im 13. Jahrhundert vor Christus in der Zeit von Moses eingeführten Mondkalender aus Ägypten, der damals in der religiösen Liturgie Ägyptens und mindestens bis ins 2. Jahrhundert nach Christus in Ägypten gebräuchlich war. Während des 6. Jahrhunderts vor Christus, im babylonischen Exil, übernahmen Exiljuden die babylonische Berechnungsweise und führten diese bei ihrer Rückkehr nach Palästina ein.
Die unterschiedlichen Passahtermine kommen dadurch zustande, dass der jüdisch-ägyptische Kalender das Datum des unsichtbaren Neumonds berechnet und als Monatsanfang festsetzt, während der jüdisch-babylonische Kalender etwa 30 Stunden später lediglich die zunehmende Mondsichel beobachtet und als Monatsanfang vermerkt. Außerdem beginnt der ägyptische Tag bei Sonnenaufgang, und der babylonische Tag bei Sonnenuntergang. Diese beiden Unterschiede führen dazu, dass der samaritanische Passahtermin meist einen Tag früher als das jüdische Passahfest fällt; in manchen Jahren auch mehrere Tage früher. Der alte Kalender, den die Samaritaner nutzen, und der neue Kalender, der bei den Juden in Gebrauch war, werden in Israel auch heute noch beide benutzt.
Ein letztes Abendmahl an einem Mittwoch ließe nach Humphreys somit alle vier Evangelien zeitlich korrekt erscheinen, es setzte Jesus in die ursprüngliche Tradition Moses und löste nebenbei weitere Probleme: es gäbe mehr Zeitraum als in der traditionellen Lesart – letztes Abendmahl am Donnerstag – für die diversen Verhöre Jesu und für die Verhandlung mit Pilatus vor der Kreuzigung am Freitag. Außerdem stünde der berechnete Zeitverlauf – ein letztes Abendmahl an einem Mittwoch, gefolgt von einer Gerichtsverhandlung vor dem Hohen Rat der Juden bei Tageslicht am Donnerstag, gefolgt am Freitag von einer kurzen bestätigenden Gerichtssitzung und schließlich der Kreuzigung – im Einklang mit jüdischen Gerichtsvorschriften bei Anklagen mit Todesstrafe. Laut den ältesten überlieferten Gerichtsvorschriften aus dem 2. Jahrhundert wäre nämlich eine nächtliche Verhandlung zu Kapitalverbrechen illegal, ebenso eine Gerichtsverhandlung am Tage vor dem Passahfest oder gar am Passahfest selbst.

### Abgleich der antiken Kalender
Zur Zeit Jesu galten drei Kalender in Palästina: der jüdisch-babylonische (der Tag beginnt bei Sonnenuntergang), der samaritanisch-ägyptische (der Tag beginnt bei Sonnenaufgang), und der römisch-julianische (der Tag beginnt um Mitternacht, wie auch heute). Auch ist der Monatsanfang der beiden jüdischen Kalender je nach Mondstand meist um ein bis zwei Tage verschoben. Die Kreuzigung ereignete sich laut allen vier Evangelien übereinstimmend am Freitag vor Sonnenuntergang, wobei das dazugehörige Monatsdatum (14./15./16. Nisan) je nach antiker Definition variiert, hier am Beispiel des Jahres 33:
```
JUD--------12 NISAN---------|m--------13 NISAN---------|---------14 NISAN-----+---|M--------15 NISAN---------|
TAG--------MI---------------|m--------DO---------------|---------FR-----------+---|M--------SA---------------|
SAM------------|---------14 NISAN---------|---------15 NISAN---------|--------+16 NISAN---------|---------17 NISAN-
TAG------------|---------MI--m------------|---------DO---------------|--------+FR--M------------|---------SA-------

ROM-----|---------01 APRIL---m-----|---------02 APRIL---------|---------03 APRIL---M-----|
TAG-----|---------MI---------m-----|---------DO---------------|---------FR----+----M-----|
        24h    6h    12h    18h    24h    6h    12h    18h    24h    6h    12h    18h    24h

```

Das Schlachten des Passahlamms ist laut Ex 12,6  auf den Abend des 14. Nisan festgelegt, und der Beginn des darauffolgenden Passahmahls auf den Zeitpunkt unmittelbar nach Sonnenuntergang. Je nachdem, welchem Kalender die jeweilige Gemeinde folgte, fand in Palästina im Jahre 33 das Passahmahl am 1. April und am 3. April statt. Die berechnete Kreuzigungszeit für das Jahr 33 ist hier als „+“ (zum 15-Uhr-Zeitpunkt) eingetragen, das offizielle jüdische Passahmahl als „M“ und das samaritanische (und auch essenische und zelotische) Passahmahl als „m“. Der Termin des galiläischen Passahmahls ist nicht überliefert.
Auch heute noch wird in Israel das Passahmahl an zwei unterschiedlichen Terminen im Jahr gefeiert, und zwar je nach Gemeinde, d. h. jüdisch oder samaritanisch; wobei der Religionsgemeinschaft der Samaritaner heute (Stand 2017) 796 Personen angehören. Diese Glaubensgemeinschaft war in der Antike weitaus größer und erlebte eine Blütezeit im 4. Jahrhundert n. Chr. Die eigene Literatur der Samaritaner ist allerdings „ausnahmslos spät und historisch nur mit äußerster Vorsicht zu verwerten.“ Kalenderfragen wurden bei den Samaritanern als Geheimwissen betrachtet; manche Fachleute nehmen an, dass das samaritanische System unter byzantinischer Herrschaft entwickelt und im 9. Jahrhundert n. Chr. durch kulturellen Kontakt mit der muslimischen Welt überarbeitet wurde.

## Antike Vorschläge
Verschiedene Vorschläge für die Chronologie von Jesu Leben wurden im Laufe der Jahrhunderte vorgetragen, z. B. behaupteten Maximus Confessor, Eusebius von Caesarea und Cassiodor, dass der Tod Jesu im Jahre 31 n. Chr. stattfand. Der im 3./4. Jahrhundert lebende römische Historiker Lactantius befand, dass Jesus am 23. März im Jahre 29 n. Chr. gekreuzigt wurde.